# Lac Lemare
Lac Lemare är en sjö i Kanada.   Den ligger i regionen Nord-du-Québec och provinsen Québec, i den östra delen av landet, 700 km norr om huvudstaden Ottawa. Lac Lemare ligger 296 meter över havet.
Trakten runt Lac Lemare är nära nog obefolkad, med mindre än två invånare per kvadratkilometer.